# 即席
| ウィキペディアには「即席」という見出しの百科事典記事はありません（タイトルに「即席」を含むページの一覧/「即席」で始まるページの一覧）。 代わりにウィクショナリーのページ「即席」が役に立つかもしれません。 |